# جورج تايلر (لاعب اتحاد الرغبي)
جورج تايلر (بالإنجليزية: George Tyler)‏ هو لاعب اتحاد الرغبي نيوزيلندي، ولد في 10 فبراير 1879 في أوكلاند في نيوزيلندا، وتوفي في 15 أبريل 1942.

## وصلات خارجية
- جورج تايلر عل موقع إسبنسكروم (الإنجليزية)